# Scopa bugiarda
La scopa bugiarda è un gioco di carte, variante della scopa. In Romagna viene chiamata scopa ladra. Nel Lazio il gioco è conosciuto anche con il nome scopa a fidasse, di origine dialettale.

## Regole
Le regole della scopa bugiarda sono le stesse della scopa (e si può estendere a tutte le sue varianti come scopa d'assi e scopone scientifico), ma i giocatori possono scegliere se mostrare o meno la carta che calano. Se la carta non viene mostrata e un giocatore avversario dubita del valore dichiarato della carta calata, può chiedere di vederla: in tal caso, 
- se la carta calata è effettivamente del valore dichiarato, il giocatore tiene le carte raccolte e segna, a suo favore, il totale delle carte della presa es. (6+1 col 7, segnerà 3 punti a suo favore);
- se la carta è bugiarda, il giocatore deve rimettere sul piatto le carte (sia calata che raccolta), e l'avversario segna, a suo favore, il totale delle carte della presa es. (4+1+5 col 10, segnerà 4 punti a suo favore).

## Buongioco
Una variante del gioco consiste nell'aggiunta alle regole del cosiddetto buongioco, equivalente all'accuso in altri giochi di carte. Un giocatore può dichiarare un buongioco all'inizio di ogni mano se la somma dei valori delle tre carte che ha in mano è inferiore o uguale a nove. Il buongioco vale:
- due punti se le tre carte sono tutte diverse
- quattro punti se due delle tre carte sono uguali
- sette punti se le tre carte sono tutte uguali

Anche in questo caso gli avversari possono non fidarsi. Il giocatore deve allora mostrare il buongioco: se quanto ha dichiarato è falso i punti corrispondenti si attribuiscono agli avversari, mentre se è vero il valore del buongioco raddoppia.

## Gioco
La scopa bugiarda si presta a numerosi bluff, come nel poker. È essenziale ingannare regolarmente l'avversario, e per massimizzare la sua incertezza di solito non si mostra mai la propria carta (a meno che si voglia mandare un messaggio di sorta a qualche altro giocatore).
Molto spesso, i giocatori inesperti fanno più attenzione al valore delle carte raccolte che di quelle calate: tuttavia, la raccolta "in sottotono" di una carta poco importante durante un momento calmo della partita può nascondere l'appropriazione di una carta "pesante", come un settebello, che si trovava in mano al giocatore, il quale sarebbe stato altrimenti costretto a metterla sul piatto.
A causa della forte incertezza su quali carte siano state giocate, è molto difficile fare un computo accurato delle carte, e la memoria risulta meno importante che nella scopa classica.